# Manchita
Manchita je španělská obec situovaná v provincii Badajoz (autonomní společenství Extremadura). Je známá pro své rozlehlé honitby, kde se pravidelně pořádají hony jak na vysokou, tak na drobnou zvěř.

## Poloha
Obec je vzdálena 8 km od obce Guareña a 94 km od města Badajoz. Patří do okresu Vegas Altas a soudního okresu Don Benito. Nachází se zde barokní kostel Narození Panny Marie.

## Historie
V roce 1834 se obec stává součástí soudního okresu Don Benito. V roce 1842 čítala obec 39 usedlostí a 168 obyvatel.

## Odkazy

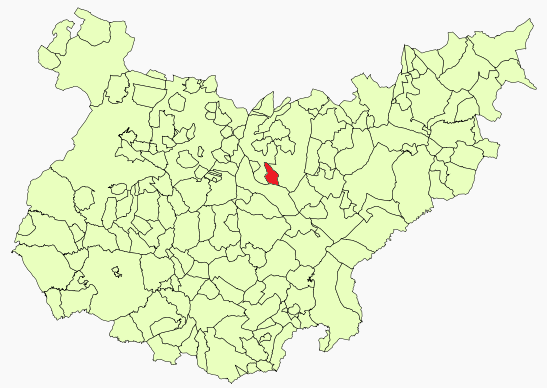
Poloha obce v provincii Badajoz

## Demografie
| Populace obce Manchita z let (1842–2010) | Populace obce Manchita z let (1842–2010) | Populace obce Manchita z let (1842–2010) | Populace obce Manchita z let (1842–2010) | Populace obce Manchita z let (1842–2010) | Populace obce Manchita z let (1842–2010) | Populace obce Manchita z let (1842–2010) | Populace obce Manchita z let (1842–2010) | Populace obce Manchita z let (1842–2010) | Populace obce Manchita z let (1842–2010) | Populace obce Manchita z let (1842–2010) | Populace obce Manchita z let (1842–2010) | Populace obce Manchita z let (1842–2010) | Populace obce Manchita z let (1842–2010) | Populace obce Manchita z let (1842–2010) | Populace obce Manchita z let (1842–2010) | Populace obce Manchita z let (1842–2010) | Populace obce Manchita z let (1842–2010) |
| ---------------------------------------- | ---------------------------------------- | ---------------------------------------- | ---------------------------------------- | ---------------------------------------- | ---------------------------------------- | ---------------------------------------- | ---------------------------------------- | ---------------------------------------- | ---------------------------------------- | ---------------------------------------- | ---------------------------------------- | ---------------------------------------- | ---------------------------------------- | ---------------------------------------- | ---------------------------------------- | ---------------------------------------- | ---------------------------------------- |
| 1842                                     | 1857                                     | 1860                                     | 1877                                     | 1887                                     | 1897                                     | 1900                                     | 1910                                     | 1920                                     | 1930                                     | 1940                                     | 1950                                     | 1960                                     | 1970                                     | 1981                                     | 1991                                     | 2001                                     | 2010                                     |
| 168                                      | 282                                      | 273                                      | 356                                      | 467                                      | 491                                      | 524                                      | 632                                      | 666                                      | 793                                      | 834                                      | 1 024                                    | 1 074                                    | 1 011                                    | 756                                      | 757                                      | 754                                      | 760                                      |